# 負けない心
「負けない心」（まけないこころ）は、日本の音楽グループAAAの25枚目のシングル。2010年8月18日にavex traxから発売された。

## 概要
- 前作「逢いたい理由/Dream After Dream 〜夢から醒めた夢〜」から約3ヶ月半ぶりの発売となる。
- 小室哲哉の楽曲プロデュース第二弾である。本作では小室哲哉が全面的にプロデュースに加わり、クレジットも Excecutive Producer : masato matsuura & Tetsuya Komuro となり、初めてmax matsuura以外の人物が加わった。
- 「負けない心」は日高光啓のラップパートを除き、女メンバーの宇野実彩子と伊藤千晃が互いに掛け合う形でメインボーカルをとり、男メンバーがバックダンサーとなっている。また同曲が主題歌となった縁で、『崖っぷちのエリー〜この世でいちばん大事な「カネ」の話〜』の第7話に西島隆弘が出演した[2]。シングル曲で全員で歌わないのは『Break Down』『Summer Revolution』以来。
- ジャケットCのみ、H Jungle with tの代表曲「WOW WAR TONIGHT 〜時には起こせよムーヴメント」のカバーが収録される[3]。
- 今作から、mu-moショップ限定盤には、メンバーがデビューからのシングルを発売順に語り合う「Think about AAA Anniversary」が収録されるようになる。
- 日本レコード協会のゴールド等認定で音楽配信10万件を超えるゴールドに認定された。AAA関連作品では、5作目のゴールド認定となった。
- 表題曲は、北海道日本ハムファイターズの玉井大翔投手が2019年シーズンの登場曲として使用している[4]。

## 収録内容
全作曲：小室哲哉

### ジャケットA
CD
1. 負けない心 (4:22)
（作詞：Kenn Kato、作曲：Tetsuya_Komuro、編曲：ats-、Rap詞：日高光啓）
テレビ朝日系列『崖っぷちのエリー〜この世でいちばん大事な「カネ」の話〜』主題歌[5]。ドラマのために書き下ろされた楽曲[2]。
ラップ詞は日高がプライベートで仲のいい友達が自ら命を絶とうとした背景がたまたま楽曲のテーマと重なり、リンクしたものが書かれた。このことが頭にチラつきつつも歌詞が書けなかったというが、マイナスをプラスに変える力を持つヒップホップから教わった文化や精神を基に完成した[6]。
2. Day by day (4:34)
（作詞：Tetsuya_Komuro、作曲：Tetsuya_Komuro、編曲：齋藤真也、Rap詞：日高光啓）
avex artist academy CMイメージ･ソング
3. 負けない心（Instrumental）(4:22)
4. Day by day（Instrumental）(4:31)

DVD
1. 負けない心（Video Clip）

### ジャケットB
CD
1. 負けない心
2. Day by day
3. 負けない心（Instrumental）
4. Day by day（Instrumental）

DVD
1. NHKホール「逢いたい理由 with TK」オフショット
2. NHKホール「逢いたい理由 with TK」
3. 「逢いたい理由」Video Clipオフショット

### ジャケットC
1. 負けない心(4:22)
2. Day by day(4:33)
3. WOW WAR TONIGHT 〜時には起こせよムーヴメント(5:29)
（作詞：小室哲哉、編曲：ats-）
4. 負けない心（Instrumental）(4:22)
5. Day by day（Instrumental）(4:31)

### mu-moショップ限定盤
- A ver.(全メンバー〔ver.A〕)

1. 負けない心
2. Day by day
3. Think about AAA 5th Anniversary〜season 1〜

- B ver.(男メンバー〔ver.B〕)

1. 負けない心
2. Day by day
3. Think about AAA 5th Anniversary〜season 2〜

- C ver.(女メンバー〔ver.C〕)

1. 負けない心
2. Day by day
3. Think about AAA 5th Anniversary〜season 3〜